# Athetis lentina
Athetis lentina är en fjärilsart som beskrevs av Otto Staudinger 1888. Athetis lentina ingår i släktet Athetis och familjen nattflyn. Inga underarter finns listade i Catalogue of Life.